# 大藏村
大藏村（日语：／ Ōkura mura */?）是位於日本山形縣北部的村，也是最上郡最南端的行政區劃。最上川流經東北部的城鎮中心旁並往西注入日本海，月山則坐落於西南部地區。當地人口主要集中在國道458號的沿線地區。大藏村也是日本最美麗的村莊聯盟的成員之一，村內的肘折溫泉街為著名的旅遊景點。

## 地理
大藏村境內約86%的面積被山林覆蓋，僅最上川沿岸分布著規模較小的平原。發源於月山的銅山川與發源自葉山的赤松川往北流經大藏村的中央地區，並在北邊注入最上川。

### 氣候
當地年均溫約為10℃。由於大藏村冬季受到西北季風的強烈吹拂，其降雪量相當大，每年的積雪深度往往超過2公尺，因此被指定為豪雪地帶。當地的年降雨量則超過2000毫米。

## 歷史
大藏村自古以來便有人類定居，村内曾經發掘出繩紋時代初期的繩紋陶器，以及繩紋時代中期與晚期的遺址。進入中世紀後，文明8年 (1476年) ，山形城城主斯波兼賴長子的六男，也是成澤城城主斯波兼義的兒子斯波滿久 (清水滿久) 移居至大藏地區，在當地建立清水城，並且自稱為清水氏。此後屬於最上氏支族的清水氏掌控最上川的船運，並在清水地區建立船隻停泊的處所，使清水地區作為貨物運輸的河岸據點而相當繁榮。慶長19年 (1614年) 清水氏滅亡後，大石田地區變成最上川的主要河運據點。

## 交通
國道458號通過大藏村内，轄區内則沒有鐵路通過。距離當地最近的新幹線車站是山形新幹線的新庄站。